# O cronică de Crăciun...
O cronică de Crăciun... este o operă literară scrisă de Ion Luca Caragiale. 